# Ісламські школи та течії
Ісламська течія — один з основних напрямків в ісламі.
Розділ течій в ісламі почався у часи Омеядів і продовжувався в часи Аббасидів, коли вчені почали переводити на арабську мову твори давньогрецьких та іранських науковців, аналізувати й інтерпретувати ці твори з ісламської точки зору. Попри те, що іслам згуртовував людей на засаді спільності релігії, етноконфесійні суперечності в мусульманських країнах не зникли. Ця обставина знайшла відображення у різних течіях мусульманської релігії. Всі відмінності між течіями в ісламі фактично зводяться до питань правозастосування, а не догматики. Іслам вважається єдиною релігією всіх мусульман, але між представниками ісламських течій існує ряд розбіжностей. Є також значні розбіжності в принципах юридичних рішень, характері свят, у ставленні до іновірців.
Найвідоміший розкол ісламу, на сунітський, шиїтський та хариджитський, спочатку був в основному політичним, але зрештою придбав богословські та юридичні аспекти. У Ісламі існують три традиційні типи шкіл: юридичні (мазгаб), суфійські та школи богослов'я.

## Головні течії

### Суннізм
Суніти є найбільшою конфесією ісламу — ними є понад 75% усіх мусульман. Слово «суніт» походить від слова «сунна», що означає вчення і дії або приклади ісламського пророка Мухаммада. Тому термін «суніти» відноситься до тих, хто слідує або підтримує сон Мухаммада. У багатьох країнах переважна більшість мусульман є сунітами, тому вони просто називають себе «мусульманами» і не використовують самовизначення «суніти».
Переважна більшість кримських татар — мусульмани-суніти ханафітського мазгабу.

### Шиїзм
Шиїти є другою за чисельністю деномінацією ісламу, та складають 10-20% загального мусульманського населення у світі. Мусульмани-шиїти, хоч і меншість у мусульманському світі, складають більшість населення в Ірані, Іраку, Бахрейні та Азербайджані, а також відносну більшість у Кувейті, Ємені та Лівані.
На додаток до віри в авторитет Корану та вчення Мухаммада, шиїти вважають, що сім'я Мухаммада, Ахль аль-Байт («Люди Дому»), включаючи його нащадків, відомих як імами, мають особливий духовний та політичний авторитет над громадою і вважають, що Алі ібн Абі Таліб, двоюрідний брат і зять Мухаммада, був першим із цих імамів і був законним наступником Мухаммеда і, отже, нівелював легітимність перших трьох Рашидюнських халіфів.

### Хариджизм
Хариджизм — релігійно-політичний рух переважно радикального спрямування. Виник у період правління халіфа Алі після Сиффинської битви. 12 тисяч його воїнів збунтувалися після укладення перемир'я з Муавієй ібн Абу Суф'яном.  Вони пішли в Басру і заснували там свою військову базу, звідки здійснювали нальоти на вірні халіфу міста. Хариджити діяли в Іраку, Ірані, Аравії, Ємені та Північній Африці.

### Коранізм
Коранізм (араб. القرآنية) — одна з течій ісламу, представники якої вважають Коран єдиним канонічним текстом в ісламі. Кораніти відкидають релігійний авторитет хадисів — переказів про слова або дії пророка Магомета, кодифікація і записування яких призвели до появи відмінних один від одного версій сунни серед шиїтів, ібадитів і сунітів.
Хоча опоненти називають їх «коранітами», самі кораніти вважають за краще називати себе «мусульманами». Окрім усього, мають також назвисько «заперечники хадисів».
У питаннях віри, юриспруденції та законодавства кораніти відрізняються від сунітів, які, окрім Корану, розглядають хадиси, думки улемів та сахаба, іджма та кіяс, а також законодавчу владу ісламу в питаннях закону та віровчення. Кожен ісламський напрям, що визнає хадиси, має свою окрему збірку, на яку спираються її послідовники, й відмінності в якій відкидаються іншими напрямками, незважаючи на те, що ці колекції здебільшого збігаються. Тоді як кораніти, які критикують хадиси, відкидають всі різні збірки хадисів і не мають власних. На відміну від послідовників хадисів, які вважають, що покора ісламському пророку Мухаммеду означає покору хадисам, кораніти вважають, що покора Мухаммеду означає покору Корану. Ця методологічна відмінність призвела до значних розбіжностей між коранітами, сунітами та шиїтами у питаннях теології та права, а також розуміння Священної Книги.
Вірування коранітів сягають часів Мухаммеда, який, як вони стверджують, забороняв писати хадиси. Оскільки кораніти вважають, що ті хадиси, не будучи надійними джерелами релігії, можуть бути використані як довідник для отримання уявлення про історичні події, вони вказують на кілька переказів про ранній іслам, щоб підтримати свої вірування, включно з тими, що приписуються халіфу Умару і під час халіфатів Омеядів і Аббасидів. У XXI ст. кораністське заперечення хадисів набуло популярності серед мусульман-модерністів, які хочуть викинути будь-який хадис, який, на їхню думку, суперечить Корану.